# Grafschaft Berga
Die Grafschaft Berga, auf Katalanisch Comtat de Berga, mit dem Hauptort Berga war eine der katalanischen Grafschaften; sie wurde 988 für einen jüngeren Sohn von Oliba Cabreta, Graf von Cerdanya und Graf von Besalú gegründet.
Die Vizegrafen von Berga regierten in der Stadt als Stellvertreter der Grafen von Besalú ab dem frühen 10. Jahrhundert.

## Grafen von Berga
- Oliba der Abt (988–1003)
- Wilfried II. (1003–1035)
- Bernard I. (1035–1050)
- Berengar (1050)
- Raimund Wilfried (1050–1068)
- Wilhelm Raimund (1068–1094)
- Wilhelm Jordan (1094–1109) (später Graf von Tripolis) gemeinsam mit
- Bernard II. Wilhelm (1094–1117)

Nach dem erbenlosen Tod Graf Bernhards werden dessen Besitzungen durch Raimund Berengar III. von Barcelona beerbt.

## Vizegrafen von Berga
- Brandai (905–?)
- Onofred (um 950)
- Bardina (1003–1017)
- Dalmau I. (1017–1067)
- Bernat Dalmau (1067–1086)
- Dalmau II. Bernat (1086–1113)
- Guisla (1113–?)
- Wilhelm I. (?–1183)
- Wilhelm II. (1183–1196)
- Berengar (1196–1199)
- Raimund (1199)

Verkauft an König Peter II. von Aragón